# BBC Sessions (álbum de Rory Gallagher)
BBC Sessions es un álbum recopilatorio y a su vez el primer disco póstumo del guitarrista irlandés de blues rock Rory Gallagher, publicado en 1999 por Buddah Records. Consta de dos discos que fueron grabados en el programa Saturday Club de la BBC, durante distintas presentaciones que dio en aquella cadena televisiva.
El listado de canciones cuenta con sus propios temas, tanto de su carrera en solitario como en la banda Taste. Además contó con canciones tradicionales de la cultura anglosajona y algunos covers. Dentro de estas últimas se encuentran «Got My Mojo Working» de Muddy Waters, «I Take What I Want» de Sam & Dave, «Feel So Bad» de Chuck Willis, «Tore Down» de Sonny Thompson y «When My Baby She Left Me» de John Lee Curtis Williamson.

## Lista de canciones
Todas las canciones escritas por Rory Gallagher, a menos que se indique lo contrario.

### Disco uno
| N.º | Título                                 | Escritor(es)                            | Duración |  |
| 1.  | «Calling Card»                         |                                         | 8:25     |  |
| 2.  | «What in the World» (tema tradicional) | desconocido                             | 9:17     |  |
| 3.  | «Jacknife Beat»                        |                                         | 8:59     |  |
| 4.  | «Country Mile»                         |                                         | 3:17     |  |
| 5.  | «Got My Mojo Working»                  | Preston Foster                          | 5:17     |  |
| 6.  | «Garbage Man»                          | Willie Hammond                          | 5:54     |  |
| 7.  | «Roberta» (tema tradicional)           | desconocido                             | 2:37     |  |
| 8.  | «Used to Be»                           |                                         | 4:59     |  |
| 9.  | «I Take What I Want»                   | David Porter, Mabon Hodges, Isaac Hayes | 6:57     |  |
| 10. | «Cruise On Out»                        |                                         | 5:48     |  |

### Disco dos
| N.º | Título                             | Escritor(es)               | Duración |  |
| 1.  | «Race the Breeze»                  |                            | 6:53     |  |
| 2.  | «Hands Off»                        |                            | 4:58     |  |
| 3.  | «Crest of a Wave»                  |                            | 3:57     |  |
| 4.  | «Feel So Bad»                      | Chuck Willis               | 4:58     |  |
| 5.  | «For the Last Time»                |                            | 4:13     |  |
| 6.  | «It Takes Time» (tema tradicional) | desconocido                | 4:28     |  |
| 7.  | «Seventh Son of the Seventh Son»   |                            | 7:59     |  |
| 8.  | «Daughter of the Everglades»       |                            | 6:12     |  |
| 9.  | «They Don't Make Them Like You»    |                            | 3:58     |  |
| 10. | «Tore Down»                        | Sonny Thompson             | 5:14     |  |
| 11. | «When My Baby She Left Me»         | John Lee Curtis Williamson | 5:00     |  |
| 12. | «Hoodoo Man» (tema tradicional)    | desconocido                | 7:23     |  |